# Krążowniki pancernopokładowe typu Chikuma
Krążowniki typu Chikuma – typ japońskich krążowników z okresu I wojny światowej i okresu międzywojennego, obejmujący trzy okręty: „Chikuma”, „Hirato” i „Yahagi”. Zaprojektowane i zbudowane w Japonii, weszły do służby w 1912 roku. Były pierwszymi krążownikami o napędzie turbinowym w marynarce japońskiej i jej ostatnimi krążownikami pancernopokładowymi. Cechą wyróżniającą w chwili ich wejścia do służby było silne jednolite uzbrojenie główne, składające się z ośmiu armat kalibru 152 mm. Ich wyporność standardowa wynosiła 4400 ts; rozwijały prędkość ponad 26 węzłów. Uczestniczyły w działaniach I wojny światowej, patrolując i osłaniając linie żeglugowe. W latach 20. stacjonowały na wodach chińskich. Zostały przeniesione do rezerwy na początku lat 30. i ostatecznie wycofane ze służby do 1940 roku, przed przystąpieniem Japonii do kolejnej wojny światowej.

## Historia powstania
Krążowniki typu Chikuma zostały zaprojektowane jako dalsze rozwinięcie projektu pierwszego krążownika całkowicie japońskiej konstrukcji – „Tone”. Plany okrętów, oznaczonych jako typ C-18, opracował Departament Techniczny Marynarki. Dla osiągania większej prędkości wydłużono w nich kadłub, a przede wszystkim zastosowano do napędu turbiny parowe zamiast maszyn parowych, przez co stały się pierwszymi japońskimi krążownikami o napędzie turbinowym. Były przy tym ostatnimi krążownikami pancernopokładowymi marynarki japońskiej.
Budowę trzech krążowników II klasy przewidziano już po wojnie rosyjsko-japońskiej w planie rozbudowy floty japońskiej z 1907 roku, zaakceptowanym przez parlament na 23. sesji zakończonej 28 marca 1907 roku. Z uwagi na trudności finansowe, uwzględniono je w budżecie dopiero w kolejnym 1908 roku i zamówiono w listopadzie tego roku, prowizorycznie oznaczone jako krążowniki II klasy: Ro gō, I gō i Ha gō. 23 grudnia 1909 roku nadano im nazwy: „Chikuma”, „Yahagi” i „Hirato”, a stępki pod ich budowę położono oficjalnie między majem a sierpniem 1910 roku. Budowę faktycznie rozpoczęto już w 1909 roku. Okręt prototypowy typu „Chikuma” budowany był w stoczni marynarki wojennej w Sasebo – tej samej, co „Tone”, natomiast budowę dwóch dalszych zlecono stoczniom prywatnym: Kawasaki w Kobe i Mitsubishi w Nagasaki (było to pierwsze zlecenie budowy większych okrętów dla tych stoczni). Klasyfikowane były oficjalnie jako krążowniki II klasy (nitō jun’yōkan; o wyporności poniżej 7000 t).
| Okręty typu Chikuma | Okręty typu Chikuma                   | Okręty typu Chikuma | Okręty typu Chikuma | Okręty typu Chikuma                                            |
| ------------------- | ------------------------------------- | ------------------- | ------------------- | -------------------------------------------------------------- |
| Nazwa               | położenie stępki stocznia             | wodowanie           | wejście do służby   | los                                                            |
| Chikuma             | 23 maja 1910 Arsenał Sasebo           | 1 kwietnia 1911     | 17 maja 1912        | skreślony 1 kwietnia 1931, zatopiony jako okręt-cel w 1935     |
| Yahagi              | 20 czerwca 1910 Mitsubishi (Nagasaki) | 3 października 1911 | 27 lipca 1912       | skreślony 1 kwietnia 1940, używany jako hulk, złomowany w 1947 |
| Hirato              | 10 sierpnia 1910 Kawasaki (Kobe)      | 29 czerwca 1911     | 17 czerwca 1912     | skreślony 1 kwietnia 1940, używany jako hulk, złomowany w 1947 |

## Opis

### Opis ogólny

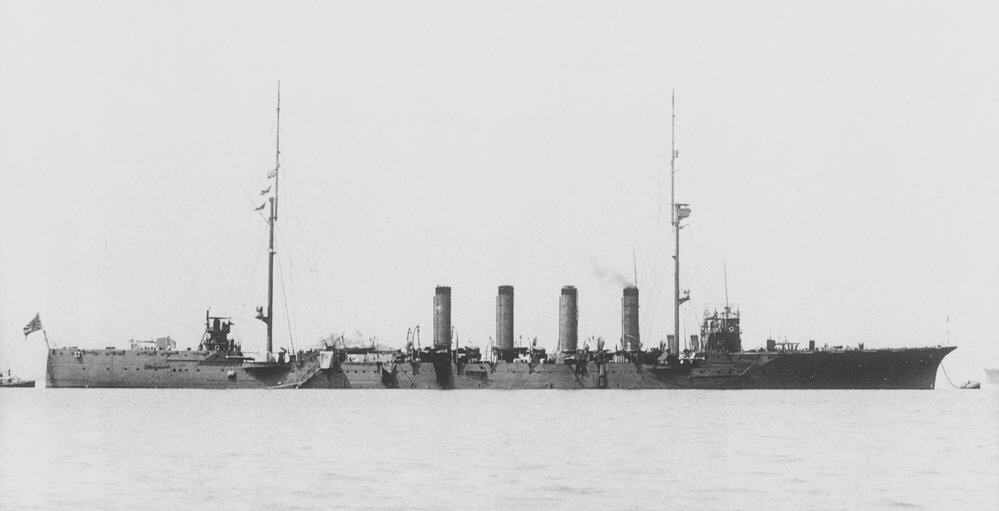
„Hirado” w 1918 r.

Konstrukcja kadłuba okrętów typu Chikuma wywodziła się z typu Tone, lecz przy podobnej szerokości i zanurzeniu został on wydłużony o 27 m, co zwiększyło stosunek długości do szerokości do około 10:1. Wyróżniającym elementem sylwetki krążowników typu Chikuma był wysmukły kadłub z silnie wygiętym kliprowym dziobem, podobnym jak w „Tone”, oraz cztery wysokie i proste kominy. W odróżnieniu od „Tone”, zastosowano natomiast krążowniczy profil rufy. Typowo dla krążowników tego okresu, kadłub miał podniesiony pokład dziobowy i rufowy, z niskim nadburciem pomiędzy nimi na śródokręciu, a nadbudówki były zredukowane do minimum. Na pokładzie dziobowym było umieszczone działo dziobowe, dalej krótka, niewielka nadbudówka, z bocznymi skrzydłami. Za uskokiem pokładu dziobowego znajdował się prosty maszt dziobowy, dalej cztery kominy i maszt rufowy. Maszty były rozbudowane, ze stengami i rejami. Na pokładzie górnym na śródokręciu rozmieszczone były na każdej z burt, licząc od dziobu, dwa działa kalibru 152 mm, dwa działa kalibru 76 mm i jedno działo kalibru 152 mm. Przy tym, działa 152 mm znajdujące się najbliżej dziobu i rufy umieszczone były na niewielkich sponsonach. Na pokładzie rufówki znajdowała się mała nadbudówka z mostkiem rufowym i platformą reflektorów, a dalej rufowe działo 152 mm. Wysokość wolnej burty na śródokręciu wynosiła 3,63 m. Okręty przenosiły na śródokręciu, po bokach kominów 8 łodzi różnej wielkości. Załoga liczyła 443 osoby.
Okręty miały długość całkowitą 144,78 m, a na linii wodnej 140,51 m. Długość między pionami wynosiła 134,12 m (440 stóp). Szerokość maksymalna wynosiła 14,22 m, a średnie zanurzenie sięgało 5,05 m. Wyporność normalna projektowa „Chikumy” wynosiła 4950 ts (długich ton), lecz rzeczywista wyporność normalna sięgnęła 5040 ts, natomiast wyporność standardowa była określona na 4400 ts. Brak jest danych co do wyporności pełnej. Projektowa wysokość metacentryczna wynosiła 0,72 m. Według szkicu z epoki, kadłub dzielił się na 17 poprzecznych przedziałów wodoszczelnych. W odróżnieniu od „Tone”, kadłub został wykonany ze stali o podwyższonej wytrzymałości (HT – high tensile). Nieopanowana jeszcze dobrze technologia powodowała jednak usterki eksploatacyjne – problemy z wytrzymałością kadłuba i pękanie płyt.

### Uzbrojenie

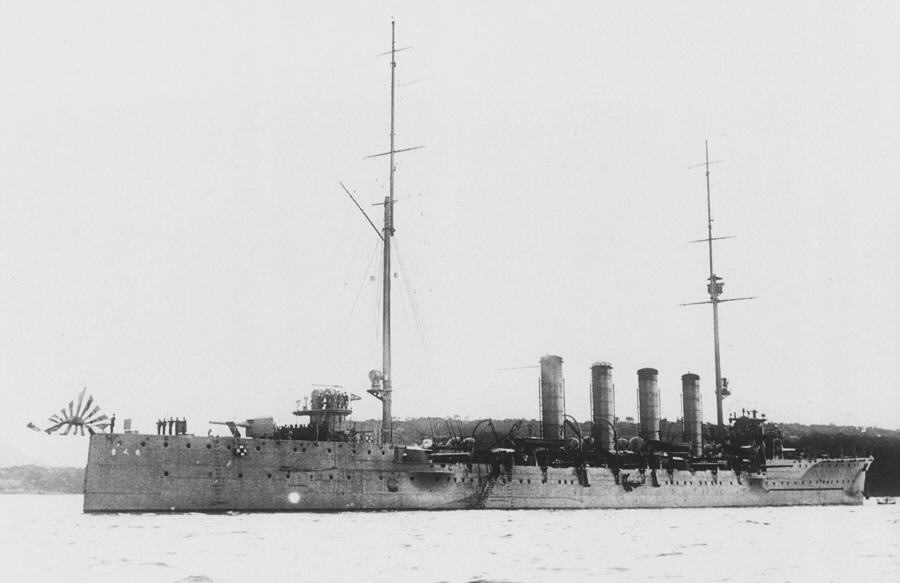
„Chikuma” w 1912 r. – widoczne działo rufowe

W odróżnieniu od „Tone” i większości krążowników tej klasy budowanych wówczas na świecie, przenoszących mieszaną artylerię główną, okręty typu Chikuma otrzymały jednolitą artylerię główną, złożoną z samych dział dużego kalibru.
Stanowiło ją osiem pojedynczych dział Typ 41 kalibru 152,4 mm (początkowo oznaczanego jako 6 cali, a od 1917 roku jako 15 cm) o długości lufy 45 kalibrów (L/45). Strzelały one pociskami o masie 45,4 kg. Kąt podniesienia dział w tym typie okrętów wynosił od -5° do +18°, co pozwalało na osiągnięcie donośności do 14 800 m. Działa były rozmieszczone typowo dla krążowników pancernopokładowych tego okresu, na pojedynczych podstawach osłoniętych maskami: po jednym na pokładzie dziobowym i rufowym oraz po trzy na każdej z burt. Salwę burtową stanowiło pięć dział, a na wprost do przodu i do tyłu mogły teoretycznie strzelać trzy działa.
Uzbrojenie pomocnicze stanowiły cztery działa kalibru 76,2 mm (oznaczonego jako 3 cale, następnie 8 cm) Typ 41, rozmieszczone po dwa na każdej z burt. Według niektórych publikacji pierwotnie okręty przenosiły sześć dział 152 mm i osiem dział 76 mm, lecz wkrótce po wejściu do służby zamieniono cztery działa średniego kalibru na dwa dodatkowe działa artylerii głównej umieszczone na burtach.
W 1924 roku trzy działa 8 cm (na „Hirato”: dwa) zamieniono na dwa działa przeciwlotnicze 8 cm (76,2 mm) Typ 3. Umieszczono je na platformach po bokach pary kominów nr 3 i 4. Długość lufy wynosiła 40 kalibrów, kąt podniesienia od -5° do +75°, maksymalna donośność 10 800 m i skuteczny pułap 5300 m. Masa ich pocisków wynosiła 5,99 kg, a szybkostrzelność do 13 strz./min. Pozostałe działa artylerii średniej zdjęto w 1932 roku.
Uzbrojenie uzupełniały dwa karabiny maszynowe kalibru 6,5 mm Maxim. W 1924 roku zamieniono je na japońskie karabiny maszynowe Typ 3 tego samego kalibru (według innych źródeł, na dwa km-y Lewis 7,7 mm).
Okręty miały ponadto trzy stałe nadwodne wyrzutnie torpedowe Whitehead typu HO kalibru 45 cm z zapasem sześciu torped (nominalnie kalibru 18 cali). Umieszczone były w kadłubie w części rufowej: jedna skierowana do tyłu, strzelająca przez stewę rufową i dwie skierowane na burty, pod rufową nadbudówką. Torpedy 18-calowe Typ 44 No. 2 o długości 5,39 m, miały masę 750 kg, przenosiły 110 kg materiału wybuchowego i miały zasięg 4 km przy prędkości 35 węzłów lub 8 km przy 26 węzłach. W 1924 roku archaiczne stałe kadłubowe wyrzutnie torped zamieniono na cztery wyrzutnie torped kalibru 533 mm (publikacje nie podają jednak, w jakim układzie). Używane w tym czasie torpedy 21-calowe Typ 6 o długości 6,84 m, miały masę 1432 kg, przenosiły 203 kg materiału wybuchowego i miały zasięg 7 km przy prędkości 37 węzłów lub 15 km przy 26 węzłach.
Do walki nocnej okręty były wyposażone w sześć reflektorów średnicy 90 cm firmy Siemens-Schuckert, rozmieszczonych po dwa na skrzydłach mostka i platformie nadbudówki rufowej oraz po jednym na masztach.

### Opancerzenie
Opancerzenie kadłuba było podobne jak w „Tone”, typowe dla krążowników pancernopokładowych, pozbawione pancerza burtowego. Główną ochronę stanowił wewnętrzny pokład pancerny umieszczony w rejonie linii wodnej, o trapezowym przekroju poprzecznym, ze skosami dochodzącymi do burt, nachylonymi pod kątem 35°. Nad skosami pancerza wzdłuż burt mieściły się zasobnie węglowe, zwiększające osłonę. Pokład pancerny wykonany był ze stali niklowej o grubości 22 mm, a dodatkowo na skosach, na szerokości 2,74 m, była druga warstwa 35 mm takiej stali, dająca łączną grubość 57 mm. 
Ponadto, opancerzone płytami ze stali pancernej Kruppa o grubości 102 mm było cylindryczne stanowisko dowodzenia w nadbudówce dziobowej. Dodatkowo przedziały wyrzutni torpedowych na burtach i rufie były z boków chronione pancerzem ze stali Kruppa grubości 89 mm (na poszyciu burt grubości 12,7 mm stali wysokowytrzymałej HT). Według niektórych publikacji, opancerzenie grubości 25 mm miały też maski dział. Ogółem opancerzenie miało masę 439 ton (8,71% wyporności normalnej).

### Napęd

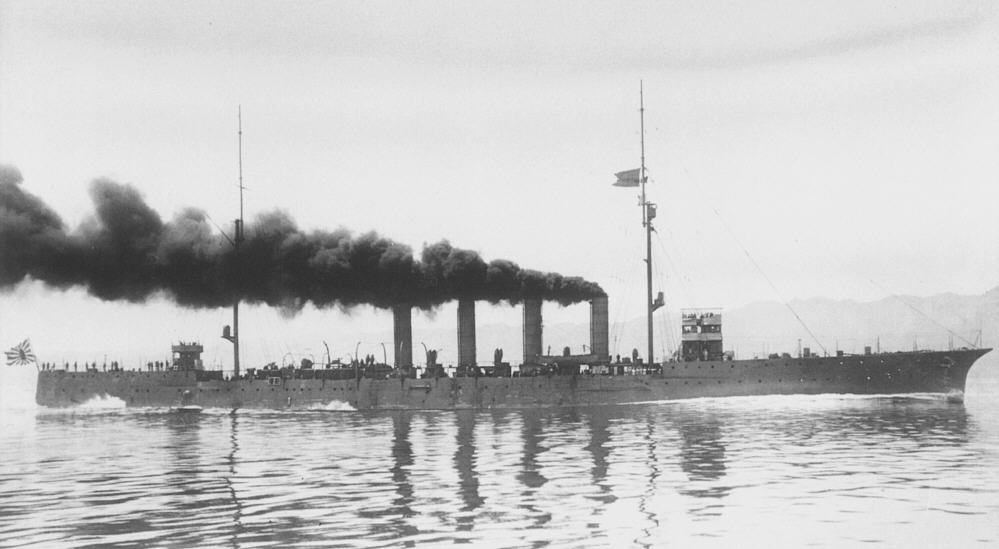
„Hirato” w czasie prób w 1912 r. pod pełną parą, jeszcze bez zamontowanego uzbrojenia

Okręty jako pierwsze japońskie krążowniki otrzymały siłownię turbinową. W przypadku dwóch okrętów: głównego „Chikuma” i „Hirato”, napęd stanowiły dwie turbiny parowe typu Brown-Curtis o mocy po 11 250 shp, łącznie 22 500 shp, wyprodukowane przez Kawasaki. Napęd przekazywany był bezpośrednio na dwa wały śrub. Krążownik „Yahagi”, budowany przez Mitsubishi, miał natomiast cztery turbiny Mitsubishi wykonane według projektu firmy Parsons, o takiej samej łącznej mocy projektowej 22 500 shp, przekazujące napęd bezpośrednio na cztery wały śrub. Zewnętrzne wały napędzały w nim turbiny wysokiego ciśnienia, wewnętrzne – turbiny niskiego ciśnienia, prędkości krążowniczej i biegu wstecznego. Podczas prób, okręty uzyskiwały moc siłowni od 26 149 do 29 536 shp i przekroczyły prędkość projektową 26 węzłów (najszybszy „Yahagi” 27,14 węzła). Okręty miały siłownię w układzie liniowym: cztery przedziały kotłowni, a za nimi przedział maszynowni.
Parę dostarczało 16 wodnorurkowych kotłów parowych Kanpon I Gō o ciśnieniu 19,35 at, w tym cztery małego modelu (w pierwszej kotłowni) i 12 dużego modelu (po cztery w dalszych kotłowniach). Kotły mogły być opalane węglem lub paliwem płynnym; projektowy zapas paliwa wynosił 300 ton oleju napędowego i 1000 ton węgla, lecz w praktyce był zwiększany. Według projektu okręty miały uzyskiwać zasięg 10 000 Mm przy prędkości 10 węzłów, 5000 Mm przy 16 węzłach i 2650 Mm przy 22 węzłach. Masa siłowni stanowiła ogółem 1175 ton – 23,31% wyporności. Według niektórych publikacji, w 1924 roku wymieniono kotły na 6 kotłów Kanpon innego modelu. Ster był pojedynczy, o powierzchni 16,16 m².

## Skrót służby
Krążowniki typu Chikuma weszły do służby w 1912 roku. Podczas I wojny światowej, w której Japonia wzięła ograniczony udział, głównie patrolowały w poszukiwaniu niemieckich okrętów. Między 26 września a grudniem 1914 roku „Hirato” i „Yahagi” wraz z „Satsuma”, w składzie 2. Wydzielonego Zespołu Południowego poszukiwały bezskutecznie krążowników Niemieckiej Eskadry Wschodnioazjatyckiej na Karolinach. Następnie do stycznia 1915 roku „Chikuma” i „Yahagi” patrolowały u wybrzeży Australii i Nowej Zelandii. Ponownie krążowniki te powróciły w rejon Australii i Nowej Zelandii w lutym 1917 roku. Między 13 kwietnia a 12 grudnia 1917 roku, w składzie 3. Eskadry Specjalnej, „Chikuma” i „Hirato” osłaniały szlaki żeglugowe w tym rejonie przed rajderem „Wolf”. W latach 1919–1922 „Hirato” i „Yahagi” wspierały japońską interwencję w Rosji radzieckiej.
Na początku lat 20. wszystkie trzy krążowniki pełniły służbę jako okręty flagowe flotylli okrętów podwodnych. Już 15 maja 1924 roku „Chikuma” został wycofany do rezerwy w Yokosuce, po czym skreślony z listy floty 1 kwietnia 1931 roku, a następnie zatopiony jako okręt-cel Haikan Nr 3 w 1935 roku.
„Hirato” od 1 grudnia 1925 roku do 20 kwietnia 1933 roku służył reprezentując interesy japońskie na wodach Chin, w składzie przemiennie 1. lub 2. Eskadry Wydzielonej. Również „Yahagi” służył na wodach Chin w składzie 1. Eskadry Wydzielonej w okresie od 7 kwietnia 1927 roku do 1 maja 1930 roku. Bezpośrednio po zakończeniu służby na wodach chińskich – odpowiednio w 1933 i 1930 roku, oba krążowniki zostały wycofane do rezerwy w Kure, służąc tam jako stacjonarne okręty szkolne. Oba zostały skreślone z listy floty 1 kwietnia 1940 roku, a następnie używane były jako hulki szkolne i mieszkalne, pod oznaczeniami Haikan Nr 11 („Hirato”) i Nr 12 („Yahagi”). Zostały złomowane po wojnie, w 1947 roku.  Kadłub „Hirato” częściowo wykorzystano do budowy falochronu w porcie w Iwakuni.